# Lady Donli
Zainab Elizabeth Donli, connue sous le nom de Lady Donli, est une musicienne nigériane, née le 20 septembre 1996 à Cleveland, aux États-Unis. Elle est une chanteuse et compositrice de neo soul.

## Biographie
Lady Donli est née à Cleveland, dans l'Ohio. Elle est la plus jeune d'une fratrie de six enfants. Elle passe ses premières années à Abuja et à Kaduna, une région du Nord du Nigéria dont son père est originaire. Une des premières influences musicales sont les chants de louange dans les églises évangéliques d’Afrique de l’Ouest, une influence qu’on retrouve en partie dans un de ses titres, Zaman Lafiya. Elle est également influencée par la musique de Brenda Fassie, Angélique Kidjo, Aṣa et Erykah Badu, ainsi que par les pionniers de la pop au Nigeria. Après ses études secondaires, elle s'installe au Royaume-Uni où elle obtient un diplôme de droit à l'université de Surrey,.
Ses frères aînés commence à faire carrière dans l'industrie musicale, sous la bannière d'un label de courte durée. Elle se met à écrire ses propres raps. Ses goûts musicaux se diversifient lors de ses études en Angleterre, allant d'un lyrisme hip-hop dense à des mélodies plus soul. Elle réalise ses premiers enregistrements puis, en 2016, retourne à Abuja et informe son père qu'elle a décidé de tourner le dos à la profession juridique et de poursuivre une carrière dans l'industrie musicale, à plein temps. Elle s'installe à Lagos, où elle intègre la scène musicale, tout en se signalant sur internet. Elle fait partie de la scène musicale alt, ou alté (pour alternative), qui est connue au Nigéria pour son mélange de sons provenant de plusieurs genres de musique, R&B, neo soul, et plus rarement afropop ,,.
En 2018, elle est invitée à participer à plusieurs projets d’autres artistes. Elle fait ainsi équipe avec le rappeur nigérian Boogey sur Motion, et avec MC Terry Tha Rapman sur Open Letter. Elle prête sa voix également à M. Eazi sur son album Life is Eazi Vol.2, et à M.I Abaga sur son album A Study on Self Worth: Yxng Dxnzl.
En 2019, elle sort l’album Enjoy Your Life,,. Elle remixe également un de ses tubes, Cash, avec Davido, et avec un clip sous forme d’animation signé Tobi Peter.

## Discographie
Principaux albums et EPs :
- Love or War EP (2014)[10]
- Wallflower EP (2016)[14]
- Letters to Her EP (2018)[15]
- Enjoy Your Life (2019)[11]